# Hybunca
Hybunca is een kevergeslacht uit de familie van de boktorren (Cerambycidae). De wetenschappelijke naam van het geslacht werd voor het eerst geldig gepubliceerd in 1922 door Schmidt.

## Soorten
Hybunca omvat de volgende soorten:
- Hybunca chrysogramma (Chevrolat, 1855)
- Hybunca nitidicollis Juhel, 2013
- Hybunca nodicollis (Hintz, 1919)